# کلبه تب‌دار ۳: بیمار صفر
کلبه تب‌دار: بیمار صفر (به انگلیسی: Cabin Fever: Patient Zero) یک فیلم ترسناک آلمانی-آمریکایی محصول سال ۲۰۱۴ به کارگردانی کار اندروز و نویسندگی جیک وید وال است. با بازی رایان داناوهو، براندو ایتون، جیلیان مورای، میچ رایان، لیدیا هرست و شان آستین. این سومین قسمت از مجموعه فیلم‌های تب کابین و پیش‌درآمدی بر دو فیلم قبلی محسوب می‌شود.